# KDE Plasma 4
KDE Plasma 4是KDE專案提供的所有圖形環境總稱。
目前有三個Plasma子專案：Plasma Desktop用於傳統的桌面電腦和筆記型電腦、Plasma Netbook用於上网本，以及Plasma Active用於平板電腦。Plasma工作空間是KDE Software Compilation 4的一部分。其继承者为 KDE Plasma 5 ，於2014年7月15日釋出 。

## 工作空間類型

### 桌面

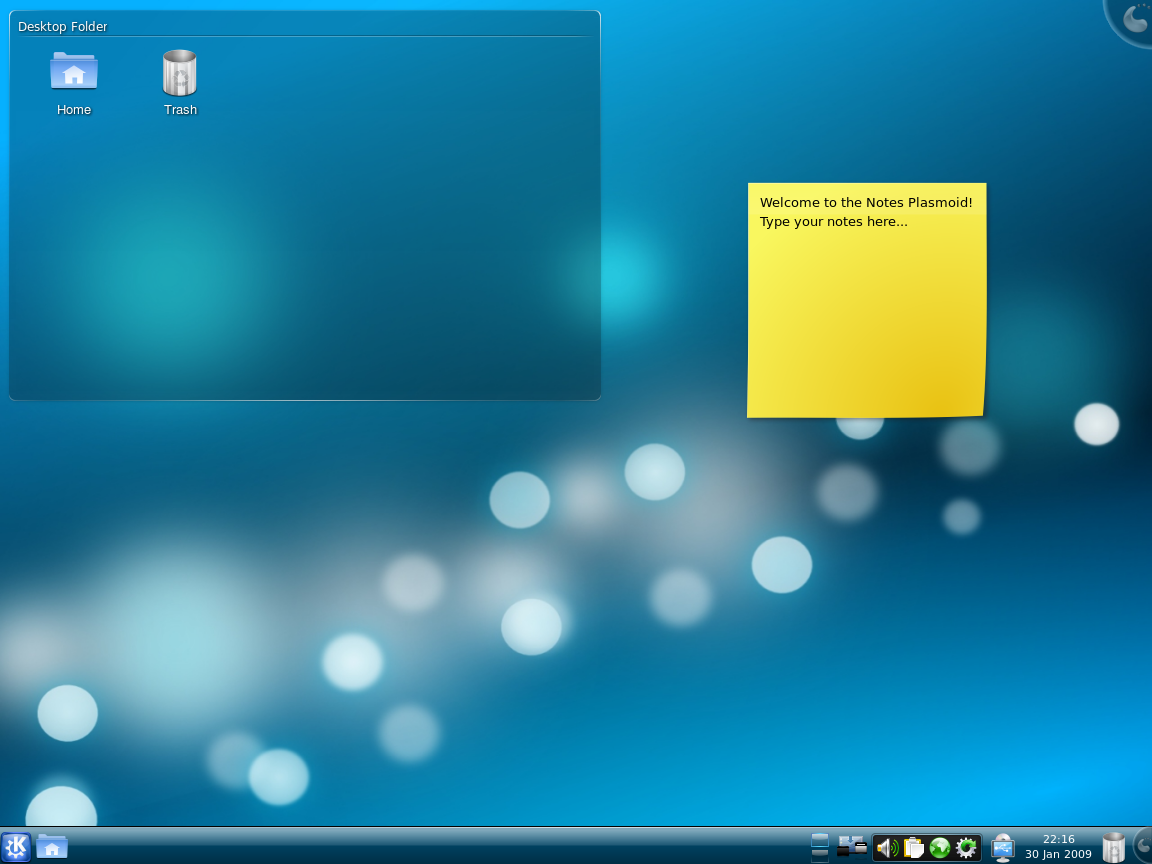
KDE的Plasma Desktop

Plasma Desktop是第一個開發的工作空間，並在 KDE SC 4.2 時成熟。目標是在桌面電腦和筆記型電腦。

### 小筆電/平板电脑

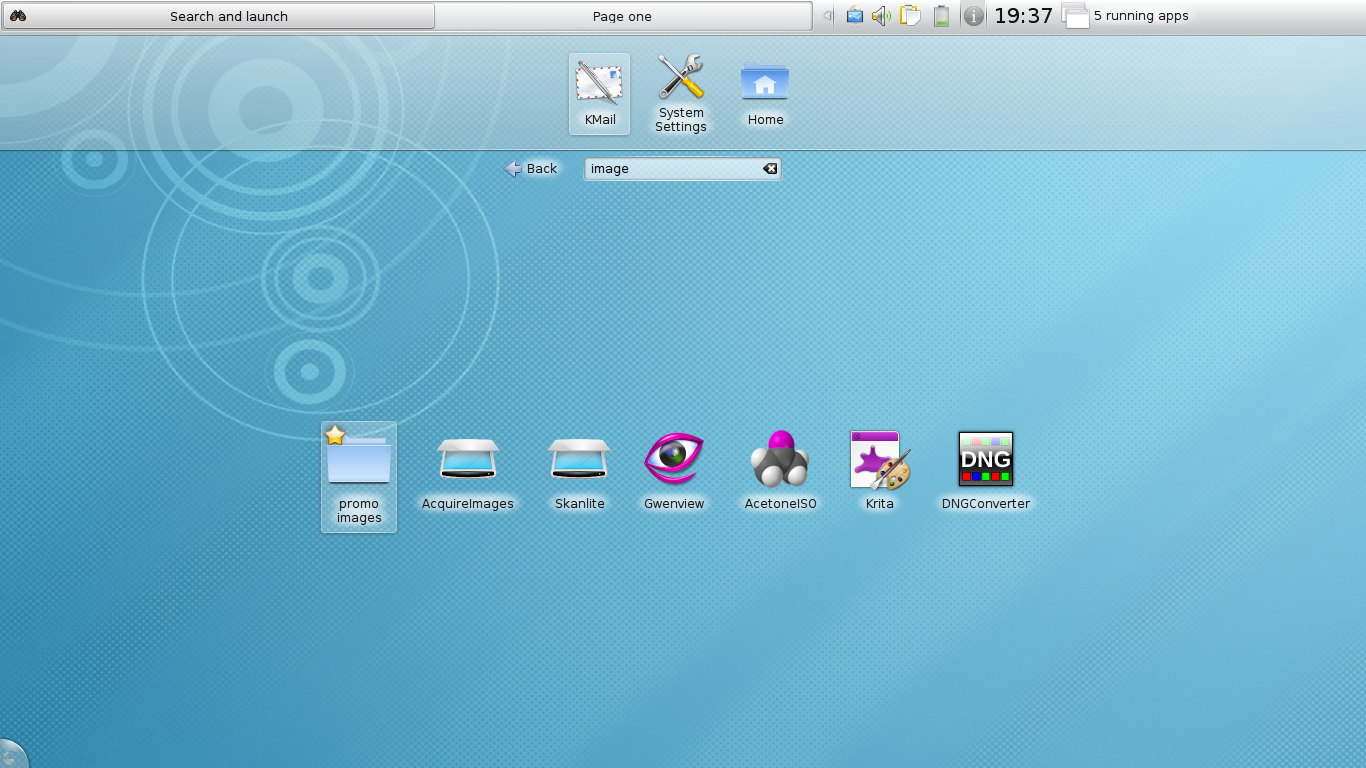
KDE Plasma Netbook newspaper view

Plasma Netbook是第二個工作空間。 它的目標是在小筆電，也可以用平板電腦。第一個穩定版本在 KDE SC 4.4。 

### Plasma Active
Plasma Active 本身不是工作空間。它是一項建構在Plasma框架上的服務，能夠只用QML創造完整的工作空間，而不需要使用C++。
Plasma Active 作為觸控相容的工作空間的基礎。相容 Active 的 Kontact 預覽版本和基於 Calligra Suite 的文件閱讀器已經發布。

#### Contour
Contour 是給平板電腦使用的 Plasma介面。它是在2011年4月由 basysKom 開始開發。取代早期的平板電腦原型。Contour 是目前的主要工作空間和 Plasma Active 1.0 的一部分，預計將在2011年10月發布。

#### 行動裝置

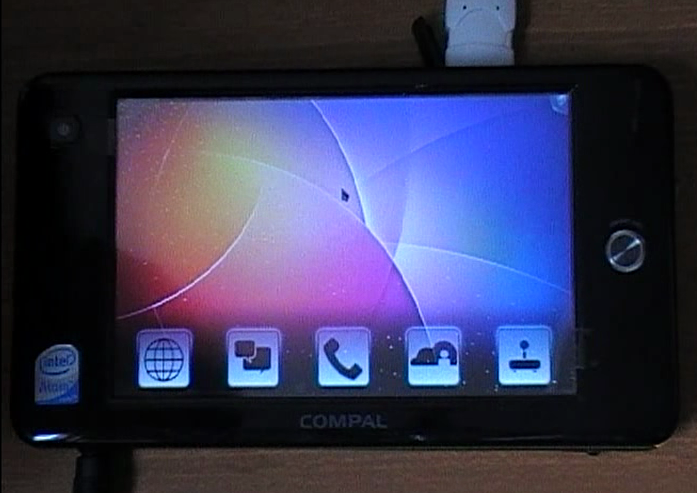
First technology preview of Plasma Mobile during “Tokamak 4”.
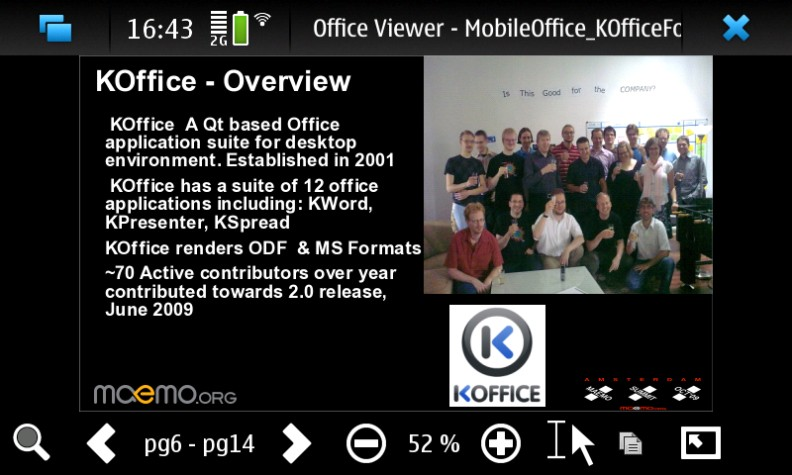
Technology preview of Plasma Mobile on video.
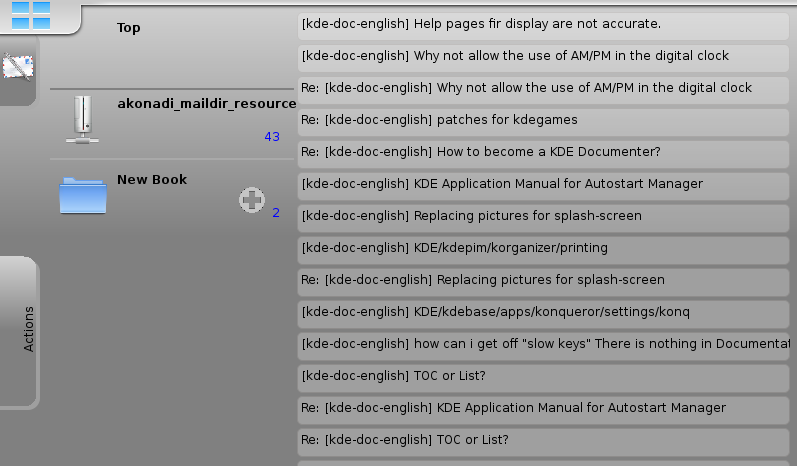
KOffice document viewer under Maemo 5
- Early development version of KMail Mobile.

## 特色

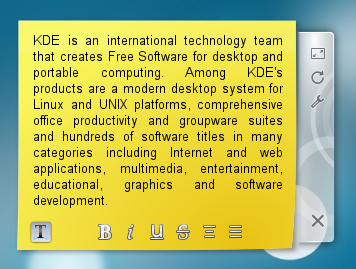
Plasmoid in Plasma 4.3

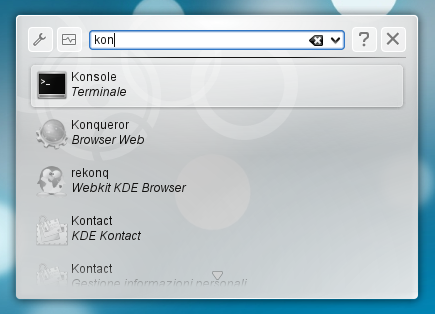
KRunner in Plasma Desktop 4.3

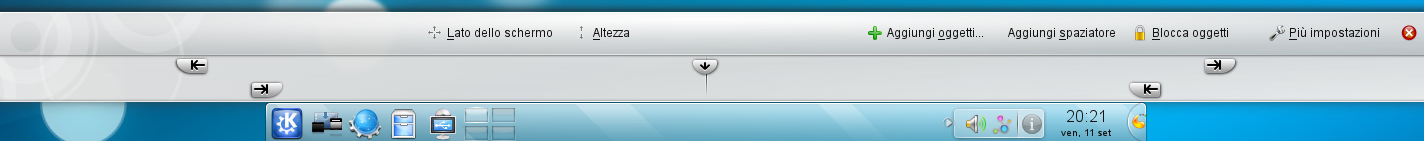
面板 (KDE 4.3的工作列。)

Plasma特色containments，本質上是一個applet，它可以包含其他的applet。containments的兩個例子是桌面背景和工作列。

## 技術
這是一項包括在KDE桌面環境中的幾個桌面互動技術，側重於eyecandy和特殊的圖形效果。它取代了以前KDesktop shell，Kicker工具列和SuperKaramba部件引擎等被使用在KDE 3系列的工具，並統一在Plasma的工作空间中。

Plasma中的Applet統稱為plasmoids，範圍從顯示資訊的工具，到小型應用軟件，如計算器和詞典。一項重要特點是，Plasma不再有區分面板（如任務欄），桌面圖標和工具，它們在Plasma中地位是相同的。
Plasma分離出組件部分"數據引擎"和他們對應的visualization。這是旨在減少編程工作時，數據總有多種可能的visualization考慮。以及方便的將數據引擎和visualization部分獨立編寫。計劃中KDE 4之後的版本將以Raptor更換KMenu，Raptor將廣泛利用了這一點。

## 支援Widgets
這是一個plasma目前的發行版本支持的widgets列表。請注意，並非所有的Widgets在所有的Linux版本默認情況下都支持；有些可能需要安裝不同的套件，甚至是重新編譯plasma。
- 原生Plasmoids（C++、JavaScript、Ruby或Python。注意，在許多Linux版本，Ruby和Python綁定，必須下載單獨的軟件包）
- Google桌面
- SuperKaramba（英语：SuperKaramba）
- Dashboard
- Web widget（支援HTML和JavaScript）
- Edje（英语：Edje）小工具及E17模組。

## 預設環境
下列作業系統使用plasma作為預設環境：
- Ark Linux
- ArtistX
- aptosid
- BackTrack
- Chakra GNU/Linux[12]
- Frugalware
- Kanotix
- Korora
- Kubuntu[13]
- Mageia
- Mandriva Linux
- Magic Linux
- MCNLive
- MEPIS
- openSUSE[14]
- Pardus
- PCLinuxOS
- Qomo Linux
- Sabayon Linux
- Slackware
- Skolelinux
- VectorLinux
- Xange
- YOPER
- PC-BSD
- BeleniX

## 外部連結
- Plasma官方網站
- Plasma 使用教學[永久]（繁體中文）
- Plasma 使用教學（简体中文）
- Plasma 開發wiki（繁體中文）
- Plasma 開發wiki（简体中文）